# Paio Delgado
 Paio Gonçalves Rebolo, mais conhecido por Paio Delgado (Coimbra, morto depois de 1187) foi um militar e nobre Cavaleiro medieval português.

## Biografia
Foi companheiro de armas do rei D. Afonso Henriques na Tomada de Lisboa aos mouros em 1147. Foi D. Paio, igualmente o 1.º Senhor do Morgado da Albergaria de Santa Justa (ou de São Mateus), localizada junto ao Poço do Borratém, na cidade de Lisboa, onde se encontrava o Palácio do Marquês de Cascais e onde hoje se encontra o Hotel Mundial, albergaria que fundou para descanso dos passageiros, instituindo o morgado cuja cabeça da instituição era a ermida que existia defronte do atual Beco dos Surradores. É desta fundação que se deriva o apelido de Albergaria.
Aparece referido nas crónicas apenas como D. Paio Delgado, e assim o tratam o Conde D. Pedro e o Livro Velho. Mas era da linhagem dos Rebolo, apelido com que se documentam os netos, e Delgado, nome que não seguem na descendência, seria apenas uma alcunha. Tendo em conta a tese, agora geralmente aceite, de que era pai do Chanceler D. Julião Pais, então também era pai do Deão da Sé de Coimbra D. Gonçalo Dias, que se documenta irmão deste Chanceler. Assim, tendo em conta o patronímico deste Deão, é muito provável que o nome completo de D. Paio Delgado fosse D. Paio Gonçalves Rebolo, dito D. Paio Delgado, filho dum D. Gonçalo Dias. Assim, o Deão D. Gonçalo Dias, que seria o seu filho primogénito, teve o nome e o patronímico do avô paterno, irregulariade precoce para o tempo mas que já se aceita na época.
Foi este Cavaleiro o fundador de uma dinastia, uma das mais antigas de Portugal, os Soares de Albergaria ou apenas Albergaria.
D. Paio Delgado combateu na Tomada de Lisboa ao lado do rei D. Afonso Henriques em 1147. Travou combate também Batalha do Campo de Ourique e acompanhou Gonçalo Mendes da Maia, "o Lidador", em todas as suas lides, nomeadamente na Batalha dos Campos de Beja, em 1170. Ainda vivia pelos anos 1186–87.

## Relações familiares
Foi casado com Maria Gonçalves, filha de Gonçalo Godinho, com quem teve:
- Gonçalo Dias Rebolo (m. 1199)  documentado como deão da Sé de Coimbra em 1195, em cujo óbito da Era de César de 1237 é mencionado como sendo irmão de D. Julião, sepultado na Sé Velha de Coimbra.
- Pero ou Pedro Pais Rebolo, 2.º senhor do Morgado da Albergaria de São Mateus.
- Martim Pais Rebolo, casado com Teresa Afonso Moela, segundo o conde D. Pedro, que o diz progenitor dos "cavaleiros que se chamaram de Rebolo", o qual o dá por primogénito, mas, tendo em conta que o Morgado instituído por D. Paio seguiu pelo filho Pedro, este é que devia ser o mais velho.
- Julião Pais Rebolo, chanceler do reino de Portugal.